# Maria Pia & SuperZoo
Maria Pia & SuperZoo, conosciuti anche solo come SuperZoo, sono un gruppo musicale italiano formatosi nel 2000. Nel 2002, grazie alla partecipazione al programma televisivo Destinazione Sanremo, sono riusciti a farsi notare dal grande pubblico. In quell'occasione hanno proposto una delle loro canzoni più note, Gocce. Il gruppo è formato da Maria Pia Pizzolla, Gianni Colonna, Francesco Rinaldi e Maurizio Vurchio.

## Storia
Maria Pia Pizzolla, la cantante del gruppo, ha partecipato alla prima edizione di Amici, a quei tempi chiamato Saranno Famosi, nel 2001-2002.
Maria Pia & SuperZoo hanno partecipato nell'autunno 2002 al programma di Rai 2 Destinazione Sanremo, condotto da Pippo Baudo e Claudio Cecchetto con l'esordiente Elisabetta Gregoraci. Grazie a questa trasmissione, sono stati selezionati i partecipanti alla categoria Giovani del Festival di Sanremo 2003. Il gruppo si è presentato con il brano Gocce e alcune cover (fra cui Brava di Mina), riuscendo a superare la selezione.
Nel marzo del 2003 hanno partecipato al Festival di Sanremo nella categoria Nuove Proposte cantando il brano Tre fragole, classificandosi penultimi. Il loro primo album Altri tipi di storie, uscito al termine della manifestazione canora, ha ottenuto comunque un discreto riscontro di vendite. Da questo lavoro viene estratto nel corso dell'estate 2003 il singolo intitolato Comunque.
Nell'estate del 2007, dopo una pausa di alcuni anni, in cui comunque il gruppo non si è mai allontanato dalle scene, avendo tenuto concerti lungo la Penisola, è uscito nelle radio Kuore nero, il primo singolo tratto dal loro secondo album Soldi e farfalle. In seguito, dall'album verranno estratti anche i singoli Leila e Pozione magica.
Nel 2014 viene pubblicato il terzo album del gruppo, intitolato Alla luce, in riferimento alla nascita dei figli della cantante del gruppo.

## Componenti
- Maria Pia Pizzolla (voce)
- Gianni Colonna (chitarra)
- Francesco Rinaldi (basso)
- Alessandro Delli Carri (batteria)

## Discografia

### Album
- 2003 - Altri tipi di storie
- 2008 - Soldi e farfalle
- 2014 - Alla luce

### Singoli
- 2002 - Gocce
- 2003 - Tre fragole
- 2003 - Comunque
- 2007 - Kuore nero
- 2008 - Leila
- 2008 - Quando la testa fa bum
- 2009 - Pozione magica
- 2014 - Volami nel cuore

## Formazione
Il bassista Francesco Rinaldi ha sostituito Leo Petitti alla fine del 2003.
Fino al 2005 il batterista del gruppo era Francesco Roccia. In quell'anno fu sostituito con Maurizio Vurchio.